# Lista de municípios do Amazonas por população
Esta é uma lista de municípios do estado do Amazonas por população com data de referência em 1º de julho de 2024, A lista também reúne informações extraídas do Censo 2022 publicado pelo IBGE no Diário Oficial da União em 28 de junho de 2023.
O estado do Amazonas é uma das 27 unidades federativas do Brasil, e está dividido em 62 municípios –, abrigando 4 281 209 habitantes (2% do total do país), sendo a 14ª unidade federativa mais populosa do país. Manaus é a capital e município mais populoso do estado.

## Municípios

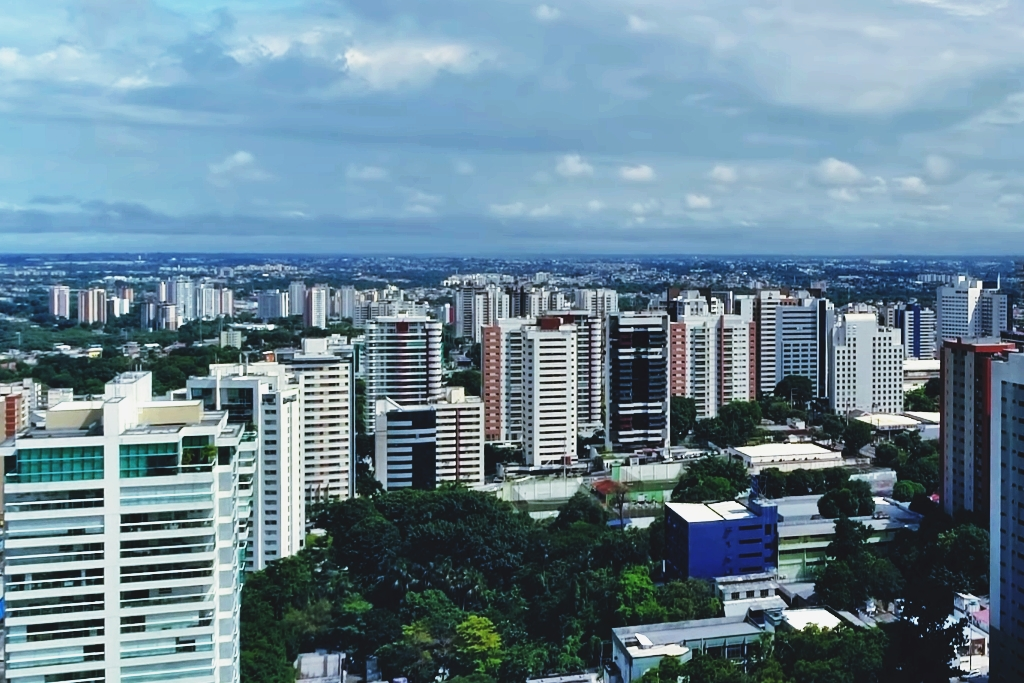
Manaus é a capital do estado e o município mais populoso.

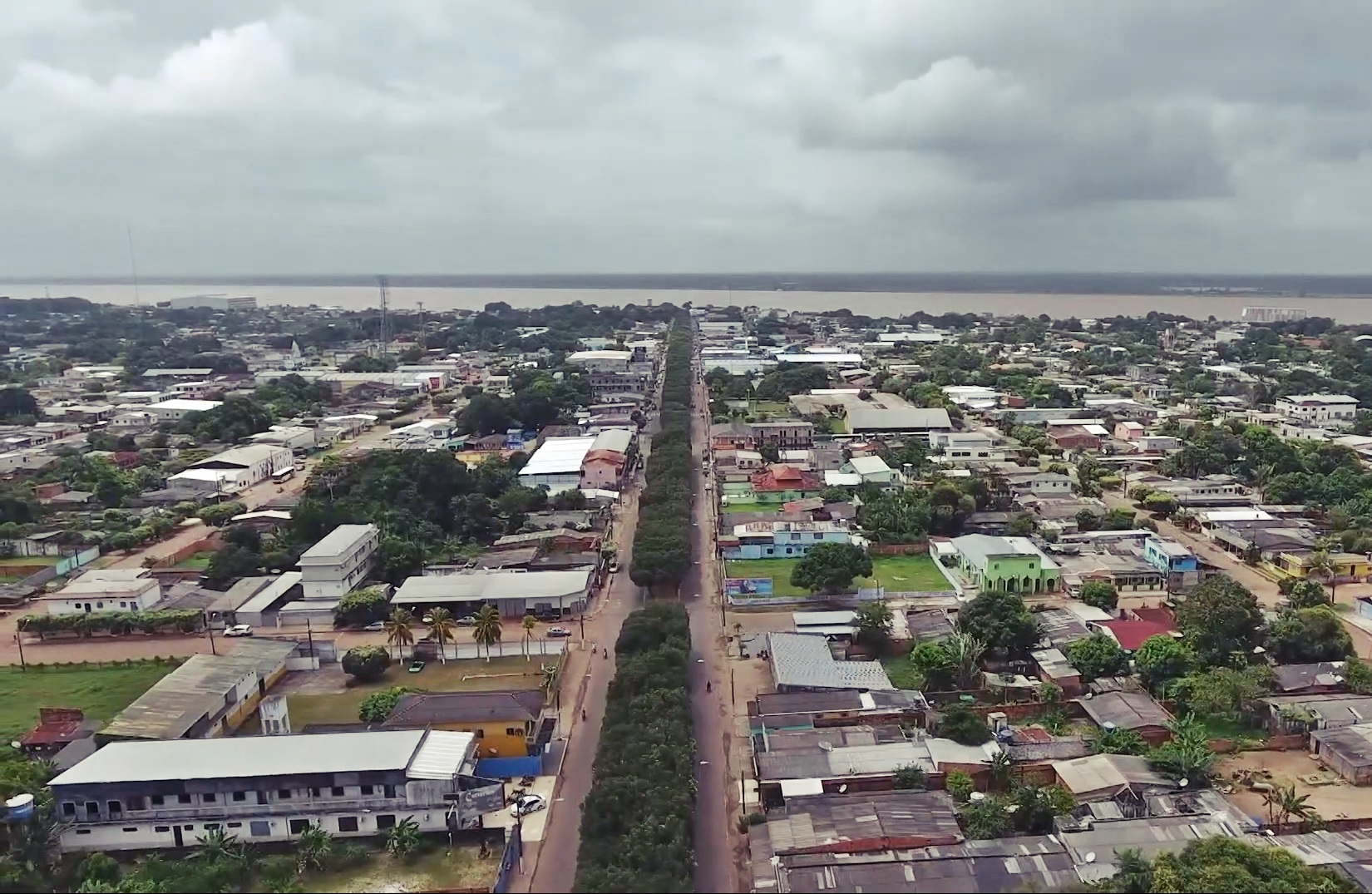
Itacoatiara é o segundo município mais populoso do estado.

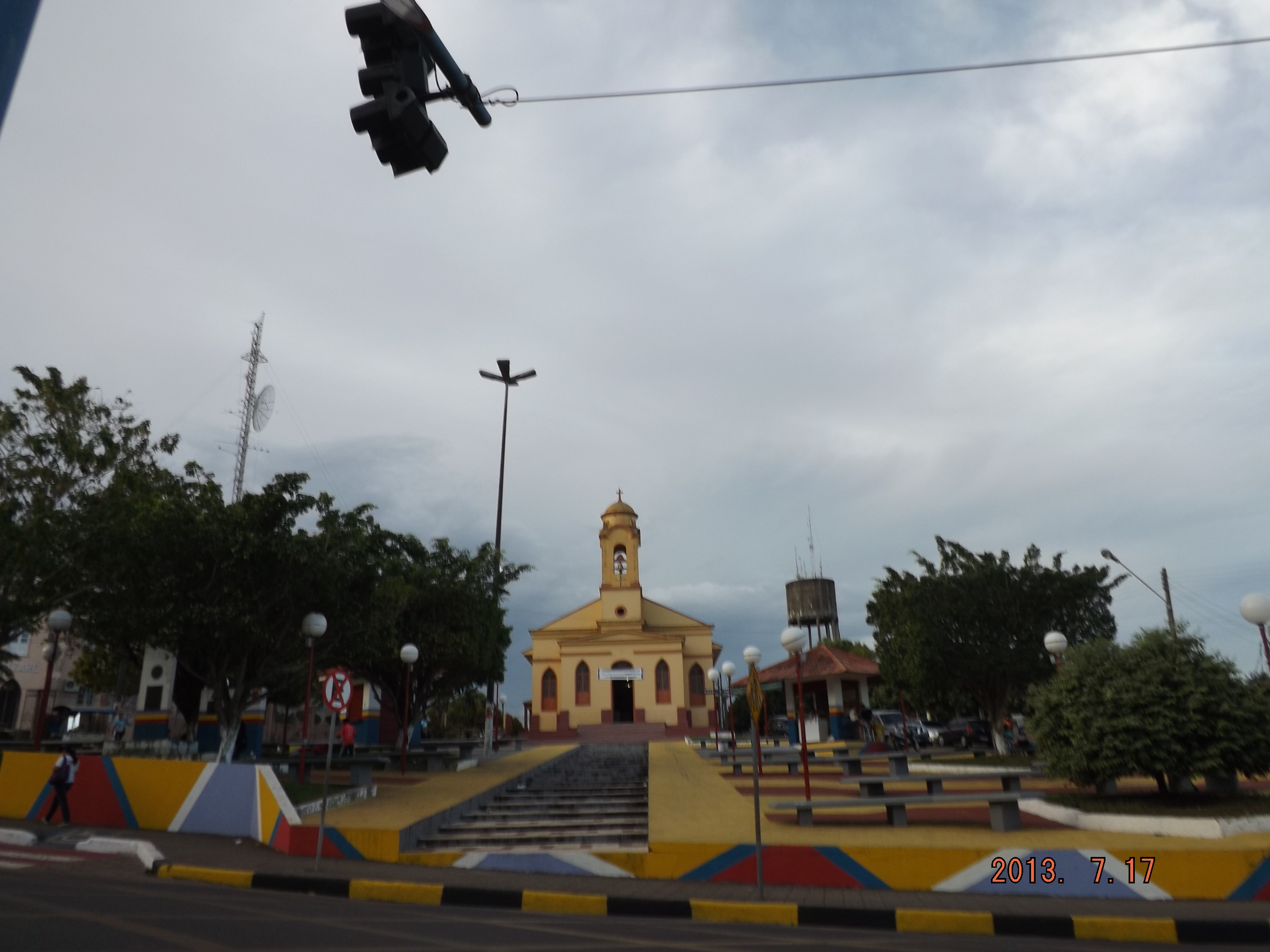
Manacapuru é o terceiro município mais populoso do estado.

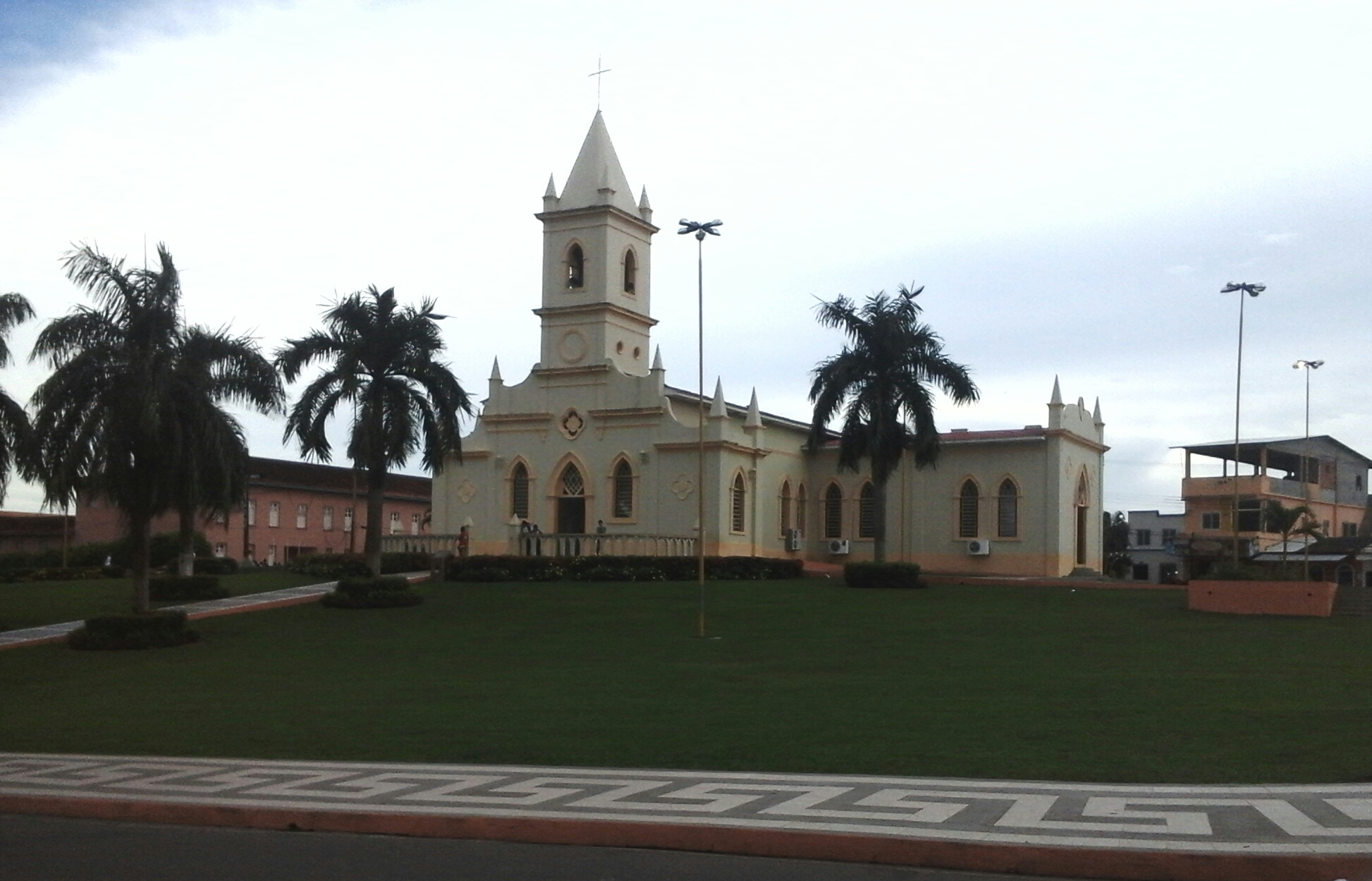
Coari é o sexto município mais populoso do estado.

| Pos.                         | Município                    | População (2024)             | População (Censo de 2022)    |                              |
| Mais de 1.000.000 habitantes | Mais de 1.000.000 habitantes | Mais de 1.000.000 habitantes | Mais de 1.000.000 habitantes | Mais de 1.000.000 habitantes |
| ---------------------------- | ---------------------------- | ---------------------------- | ---------------------------- | ---------------------------- |
| 1                            | Manaus                       | 2 279 686                    | 2 063 547                    |                              |
| Mais de 100.000 habitantes   |                              |                              |                              |                              |
| 2                            | Itacoatiara                  | 112 520                      | 103 598                      |                              |
| 3                            | Manacapuru                   | 110 691                      | 101 883                      |                              |
| 4                            | Parintins                    | 101 956                      | 96 372                       |                              |
| Mais de 50.000 habitantes    |                              |                              |                              |                              |
| 5                            | Tefé                         | 79 278                       | 73 669                       |                              |
| 6                            | Coari                        | 73 820                       | 70 616                       |                              |
| 7                            | Tabatinga                    | 72 283                       | 66 764                       |                              |
| 8                            | Iranduba                     | 67 114                       | 60 993                       |                              |
| 9                            | Maués                        | 65 714                       | 61 204                       |                              |
| 10                           | Humaitá                      | 62 312                       | 57 473                       |                              |
| 11                           | São Gabriel da Cachoeira     | 56 406                       | 51 795                       |                              |
| 12                           | Manicoré                     | 53 914                       | 57 758                       |                              |
| Mais de 30.000 habitantes    |                              |                              |                              |                              |
| 13                           | Lábrea                       | 48 927                       | 45 448                       |                              |
| 14                           | Autazes                      | 45 328                       | 41 582                       |                              |
| 15                           | Benjamin Constant            | 40 509                       | 37 648                       |                              |
| 16                           | Boca do Acre                 | 38 246                       | 35 447                       |                              |
| 17                           | Eirunepé                     | 35 534                       | 33 170                       |                              |
| 18                           | São Paulo de Olivença        | 35 196                       | 32 967                       |                              |
| 19                           | Borba                        | 34 879                       | 33 056                       |                              |
| 20                           | Barreirinha                  | 33 436                       | 31 065                       |                              |
| 21                           | Presidente Figueiredo        | 33 004                       | 30 668                       |                              |
| 22                           | Careiro                      | 32 442                       | 30 792                       |                              |
| 23                           | Carauari                     | 30 892                       | 28 742                       |                              |
| 24                           | Santo Antônio do Içá         | 30 448                       | 28 211                       |                              |
| Mais de 20.000 habitantes    |                              |                              |                              |                              |
| 25                           | Nova Olinda do Norte         | 28 267                       | 27 062                       |                              |
| 26                           | Fonte Boa                    | 27 875                       | 25 871                       |                              |
| 27                           | Jutaí                        | 27 656                       | 25 172                       |                              |
| 28                           | Boa Vista do Ramos           | 25 769                       | 23 785                       |                              |
| 29                           | Rio Preto da Eva             | 25 723                       | 24 936                       |                              |
| 30                           | Urucurituba                  | 25 592                       | 23 945                       |                              |
| 31                           | Ipixuna                      | 25 458                       | 24 311                       |                              |
| 32                           | Novo Aripuanã                | 24 987                       | 23 817                       |                              |
| 33                           | Codajás                      | 24 451                       | 23 549                       |                              |
| 34                           | Beruri                       | 22 136                       | 20 718                       |                              |
| 35                           | Apuí                         | 21 735                       | 20 647                       |                              |
| 36                           | Nhamundá                     | 21 106                       | 20 135                       |                              |
| 37                           | Tapauá                       | 20 501                       | 19 599                       |                              |
| 38                           | Pauini                       | 20 232                       | 19 373                       |                              |
| 39                           | Tonantins                    | 20 224                       | 19 247                       |                              |
| Mais de 10.000 habitantes    |                              |                              |                              |                              |
| 40                           | Careiro da Várzea            | 19 809                       | 19 638                       |                              |
| 41                           | Urucará                      | 19 505                       | 18 626                       |                              |
| 42                           | Barcelos                     | 18 626                       | 18 831                       |                              |
| 43                           | Anori                        | 17 932                       | 17 194                       |                              |
| 44                           | Envira                       | 17 920                       | 17 186                       |                              |
| 45                           | Canutama                     | 17 885                       | 16 869                       |                              |
| 46                           | Manaquiri                    | 17 009                       | 17 107                       |                              |
| 47                           | Alvarães                     | 16 670                       | 15 866                       |                              |
| 48                           | Novo Airão                   | 16 467                       | 15 761                       |                              |
| 49                           | Atalaia do Norte             | 15 892                       | 15 314                       |                              |
| 50                           | Maraã                        | 15 843                       | 15 520                       |                              |
| 51                           | Uarini                       | 15 278                       | 14 431                       |                              |
| 52                           | Guajará                      | 14 332                       | 13 815                       |                              |
| 53                           | Caapiranga                   | 14 310                       | 13 473                       |                              |
| 54                           | Santa Isabel do Rio Negro    | 14 176                       | 14 164                       |                              |
| 55                           | Silves                       | 12 404                       | 11 559                       |                              |
| 56                           | São Sebastião do Uatumã      | 12 247                       | 11 670                       |                              |
| 57                           | Itamarati                    | 11 730                       | 10 937                       |                              |
| 58                           | Amaturá                      | 11 411                       | 10 819                       |                              |
| 59                           | Juruá                        | 11 152                       | 10 742                       |                              |
| 60                           | Itapiranga                   | 10 805                       | 10 162                       |                              |
| 61                           | Anamã                        | 10 318                       | 9 962                        |                              |
| Menos de 10.000 habitantes   |                              |                              |                              |                              |
| 62                           | Japurá                       | 9 397                        | 8 858                        |                              |
| Total                        | Amazonas                     | 4 281 209                    |                              |                              |